# România TV
România TVはルーマニアのテレビチャンネル。実業家・政治家のセバスティアン・ギツァによって立ち上げられ、当時経営危機に陥っていたRealitatea TVから一部の資産を借用・分裂する形で2011年10月23日に開局した。
開局当初はRTVの名称を使用していたが、Realitatea Mediaからのクレームにより2011年12月1日に現在の名称に変更され、2013年8月24日にはロゴも変更された。
România TVは保守的かつ国家主義的な主張に沿った報道内容で度々物議を醸している。特に右派ポピュリズム政党であるルーマニア統一同盟（AUR）の主張を正当化・宣伝するようなプロパガンダ的報道や虚偽報道が多く目立ち、COVID-19パンデミックの際には反ワクチン主義を煽るような番組を放送したこともあった。そうした報道内容から度々放送法違反を犯しており、政府機関の国家視聴覚評議会から罰金刑と召喚令状を頻繁に受けている（2024年度の違反件数は44件にも上る）。

## 主な番組
- Știrile România TV
- Punctul culminant
- România de poveste
- România la raport
- România TeVede
- Românii au noroc
- Newsline
- Cheia zilei
- Ediția de seară
- Ediție specială